# Фултон, Роберт Генри Гервейз
Роберт Генри Гервейз Фултон (англ. Robert Henry Gervase Fulton; род. 21 декабря 1948) — генерал-лейтенант морской пехоты Великобритании, губернатор Гибралтара c 2006 по 2009 годы.

## Биография
Учился в Итонском колледже. Получил степен бакалавра в Университете Восточной Англии. В 1972 году поступил на службу в морскую пехоту.
После нескольких лет службы младшим офицером был направлен в военный колледж в Уорминстере. Затем в 1983 году получил под командование роту 42-го диверсионно-десантного батальона морской пехоты 3-й диверсионно-десантной бригады. После нескольких должностей в 1990 году был направлен на обучение в Штабной колледж в Кемберли.
По окончании обучения в 1992 году вернулся в 42-й диверсионно-десантный батальон в качестве командира. В 1994 году занял должность помощника директора службы связи и информации, в 1995 году поступил в распоряжение сил быстрого реагирования UNPROFOR.
После прохождения в 1996 году обучения в Королевском колледже обороны и на курсах высшего командного состава, в 1997 году возглавил 3-ю диверсионно-десантную бригаду. В 1998 году назначен командующим Королевской морской пехотой. В 2001 перешёл на работу в Министерство обороны. В 2003, вместе с повышением до генерал-лейтенанта, занял пост заместителя начальника штаба.
В 2006 году королева Елизавета II назначила Фултона губернатором Гибралтара. Во время его работы Гибралтар получил новую конституцию взамен конституции 1967 года. Срок полномочий Фултона истёк в 2009 году.
В 2007 году возглавил расследование захвата 15 британских служащих вооружёнными силами Ирана и представил доклад парламенту.
Женат. Имеет двух сыновей.

## Награды
В 2005 году был награждён орденом Британской империи (степень рыцаря-командора), в 2009 вступил в орден Святого Иоанна (степень рыцаря справедливости). Имеет несколько военных наград.